# Championnat du Japon féminin de football
Le championnat du Japon de football féminin ou WE League est une compétition de football féminin opposant les dix meilleurs clubs du Japon, créée en 1989.

## Histoire
À travers le sport féminin et le football en particulier, la fédération japonaise de football (JFA) communique son souhait de contribuer au développement de la diversité du mode de vie, de l'accomplissement et du mérite de la femme. Le 3 juin 2020, la JFA fait part de la mise en route, pour l'automne 2021, d'une nouvelle compétition pour les clubs: la WE League (prononcer /wi liːɡ/). Cette entité ne remplace pas la Nadeshiko League qui va persister au-delà de 2020 mais la complémente en rassemblant en son sein, les "meilleures" équipes professionnalisées.
Pour chaque club candidat, le cahier des charges suggère, entre autres, d'avoir des garanties financières et une structure organisationnelle suffisantes (haut degré demandé pour les diplômes d'entraîneurs, gestion de contrats gradués, engagement d'équipes U-12,U-15 et U-18 , etc.) puis à terme, une parité homme-femme dans le staff ainsi qu'au moins une femme au comité de direction[réf. nécessaire].
De juillet à septembre 2020, 17 clubs posent leur demande d'inscription, puis montent leurs dossiers afin de présenter leur projet devant un comité de sélection. À l'issue, de 6 à 10 clubs devaient être retenus.
Le 15 octobre 2020, la présidente de la WE League, Kikuko Okajima annonce que la première édition débutera finalement avec 11 clubs.
Sur les dix clubs de Nadeshiko League 1 de la saison en cours 2020, sept rejoignent d'ores et déjà la WE League. Deux clubs ne voient pas leur candidature aboutir (Iga FC Kunoichi Mie et Ehime FC Ladies) ; enfin, le club des Cerezo Oosaka Sakai Ladies n'a pas postulé.

## Déroulement
Il s'agit d'un championnat fermé c'est-à-dire sans système de promotion/relégation à la fin de chaque saison, sous un format de matches aller/retour, toute paire d'équipes s'affrontant deux fois avec pour chacune une réception à domicile. Une saison de WE League commence en automne, à l'instar des calendriers des championnats européens.
L'organisation précise que le nombre actuel de clubs (11) n'est pas définitif. Il est donc à prévoir, qu'à partir de la deuxième saison, d'autres clubs intègrent la WE League.
Avec un nombre impair d'équipes pour cette première saison (2021-2022), la WE League propose qu'à chaque journée, l'équipe professionnelle exempte, participe à la promotion locale du football féminin.

### Différences avec la Nadeshiko League
La Nadeshiko League peut être considérée comme semi-professionnelle. Sur les 3 divisions existantes (NL1,NL2,Challenge League), les clubs ne sont pas tous dans un cadre professionnel strict ; en effet, au sein d'un même effectif il est autorisé d'avoir des joueuses sans signature de contrat pro. En WE League, le statut professionnel est plus imprégné puisqu'il est obligatoire d'avoir au moins 10 joueuses sous contrat professionnel dans l'effectif de tout club[réf. nécessaire].
Une saison de Nadeshiko League se cale sur l'année civile, commençant fin mars et se terminant en octobre ou novembre (selon la densité des rencontres internationales). La saison de WE League commence en septembre pour se terminer, l'année suivante, au printemps (avec 11 clubs actuellement) voire début de l'été dans le cas de l'extension possible à des clubs supplémentaires. L'organisation anticipe les difficultés météorologiques hivernales (fort enneigement sur la côte nord-ouest notamment) et prévoit un ajustement de planning pour les clubs septentrionaux (possibilité de jouer sur terrain neutre, permutation de matches aller-retour , etc.).
Fin novembre 2019 et 2020, l'équipe fraîchement championne de Nadeshiko League 1 représente le Japon, dans la récente compétition continentale des clubs champions. La WE League devenant le plus haut niveau des clubs de football féminins au Japon, ce devrait être désormais ses équipes qui représenteront le Japon face aux autres meilleurs clubs féminins d'Asie (confédération de l'AFC).

## Saison inaugurale 2021-2022
Pour ouvrir ce championnat, mise en place d'une pré-saison de février à juillet 2021 dont le format est toujours à l'étude en octobre 2020.
| Club                              | Division en 2020 | Filiation éventuelle avec club de J-League | Année de fondation de l'équipe féminine | Nom(s) et origine de l'équipe                                            |
| --------------------------------- | ---------------- | ------------------------------------------ | --------------------------------------- | ------------------------------------------------------------------------ |
| Mynavi Vegalta Sendai Ladies      | NL1              | Vegalta Sendai                             | 2012                                    | section féminine créée ex nihilo par Vegalta Sendai                      |
| Urawa Reds Ladies                 | NL1              | Urawa Red Diamonds (depuis 2005)           | 1998                                    | Urawa Reinas FC jusqu'en 2001, puis Saitama Reinas FC jusqu'en 2004      |
| Omiya Ardija Ventus               | -                | Omiya Ardija (dès 2021)                    | 2021                                    | section féminine basée sur l'ossature du FC Jumonji Ventus (club de NL2) |
| Chifure AS Elfen Saitama          | NL2              | club féminin autonome                      | 1985                                    | AS Elfen Sayama FC (2002-2013)                                           |
| JEF United Chiba Ladies           | NL1              | JEF United Ichihara Chiba                  | 1992                                    | section féminine créée ex nihilo par JEF United Ichihara Chiba           |
| Nippon TV Beleza                  | NL1              | Tôkyô Verdy (depuis 1981)                  | 1981                                    | Yomiuri SC Ladies à sa création puis NTV Beleza par la suite             |
| Nojima Stella Kanagawa Sagamihara | NL1              | club féminin autonome                      | 2012                                    | Nojima Stella Kanagawa (2012-2013)                                       |
| AC Nagano Parceiro Ladies         | NL2              | AC Nagano Parceiro (depuis 2010)           | 2000                                    | Ohara Gakuen JaSRA Ladies SC jusqu'en 2009                               |
| Albirex Niigata Ladies            | NL1              | Albirex Niigata                            | 2002                                    | section féminine créée ex nihilo par Albirex Niigata                     |
| INAC Kobe Leonessa                | NL1              | club féminin autonome                      | 2001                                    | INAC Leonessa (2001-2008)                                                |
| Sanfrecce Hiroshima Regina        | -                | Sanfrecce Hiroshima (dès 2021)             | 2021                                    | section féminine créée ex nihilo par Sanfrecce Hiroshima                 |

## Participants en 2023-2024
| Club                              |
| --------------------------------- |
| Mynavi Vegalta Sendai Ladies      |
| Urawa Reds Ladies                 |
| Omiya Ardija Ventus               |
| Chifure AS Elfen Saitama          |
| JEF United Chiba Ladies           |
| Nippon TV Beleza                  |
| Nojima Stella Kanagawa Sagamihara |
| AC Nagano Parceiro Ladies         |
| Albirex Niigata Ladies            |
| INAC Kobe Leonessa                |
| Sanfrecce Hiroshima Regina        |
| Cerezo Osaka                      |

## Palmarès

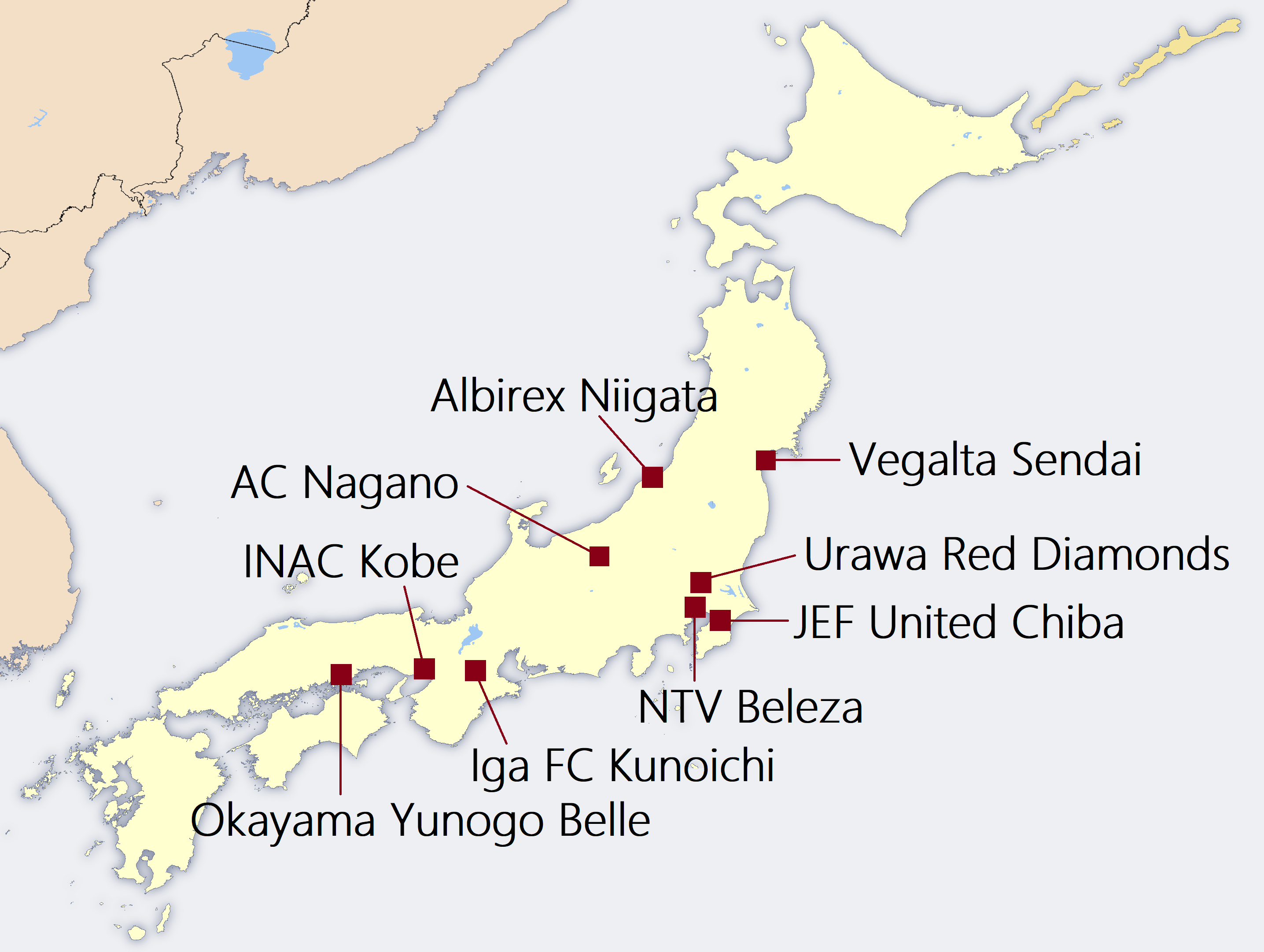
Localisation des principaux clubs évoluant en Nadeshiko League.

### L. League(1989-2003)
| Saison | C.P. | Champion                          | Deuxième                        | Meilleure(s) buteuse(s) | Buts |
| ------ | ---- | --------------------------------- | ------------------------------- | ----------------------- | ---- |
| 1989   | 6    | Suzuyo Shimizu FC Lovely Ladies   | Yomiuri Beleza                  | Chou Tai-ying           | 12   |
| 1990   | 6    | Yomiuri Beleza                    | Suzuyo Shimizu FC Lovely Ladies | Akemi Noda              | 16   |
| 1991   | 10   | Yomiuri Beleza (2)                | Suzuyo Shimizu FC Lovely Ladies | Takako Tezuka           | 29   |
| 1992   | 10   | Yomiuri Beleza (3)                | Suzuyo Shimizu FC Lovely Ladies | Linda Medalen           | 17   |
| 1993   | 10   | Yomiuri Beleza (4)                | Suzuyo Shimizu FC Lovely Ladies | Etsuko Handa            | 14   |
| 1994   | 10   | Matsushita Electric LSC Bambina   | Yomiuri Beleza                  | Charmaine Hooper        | 24   |
| 1995   | 10   | Prima Ham FC Kunoichi             | Nikko Securities Dream Ladies   | Charmaine Hooper (2)    | 27   |
| 1996   | 10   | Nikko Securities Dream Ladies     | Prima Ham FC Kunoichi           | Linda Medalen (2)       | 29   |
| 1997   | 10   | Nikko Securities Dream Ladies (2) | Yomiuri Beleza                  | Anneli Andelén          | 19   |
| 1998   | 10   | Nikko Securities Dream Ladies (3) | Yomiuri Beleza                  | Miyuki Izumi            | 21   |
| 1999   | 8    | Prima Ham FC Kunoichi (2)         | Yomiuri Beleza                  | Mito Isaka              | 21   |
| 2000   | 9    | NTV Beleza (5)                    | Iga FC Kunoichi                 | Yayoi Kobayashi         | 4    |
| 2001   | 10   | NTV Beleza (6)                    | Tasaki Perule FC                | Mio Otani               | 16   |
| 2002   | 11   | NTV Beleza (7)                    | Tasaki Perule FC                | Mio Otani (2)           | 11   |
| 2003   | 13   | Tasaki Perule FC                  | NTV Beleza                      | Mio Otani (3)           | 33   |

### Nadeshiko League(2004-2020)
| Saison | C.P. | Champion                      | Deuxième                  | Meilleure(s) buteuse(s)          | Buts |
| ------ | ---- | ----------------------------- | ------------------------- | -------------------------------- | ---- |
| 2004   | 8    | Saitama Reinas FC             | NTV Beleza                | Kozue Andō                       | 12   |
| 2005   | 8    | NTV Beleza (8)                | Tasaki Perule FC          | Mio Otani (4)                    | 25   |
| 2006   | 8    | NTV Beleza (9)                | Urawa Red Diamonds Ladies | Yūki Nagasato                    | 18   |
| 2007   | 8    | NTV Beleza (10)               | Tasaki Perule FC          | Shinobu Ohno                     | 23   |
| 2008   | 8    | NTV Beleza (11)               | INAC Kobe Leonessa        | Shinobu Ohno (2)                 | 20   |
| 2009   | 8    | Urawa Red Diamonds Ladies (2) | NTV Beleza                | Kozue Andō (2)                   | 18   |
| 2010   | 10   | NTV Beleza (12)               | Urawa Red Diamonds Ladies | Shinobu Ohno (3)                 | 13   |
| 2011   | 10   | INAC Kobe Leonessa            | NTV Beleza                | Shinobu Ohno (4) Nahomi Kawasumi | 12   |
| 2012   | 10   | INAC Kobe Leonessa (2)        | NTV Beleza                | Megumi Takase                    | 20   |
| 2013   | 10   | INAC Kobe Leonessa (3)        | NTV Beleza                | Beverly Goebel-Yanez             | 15   |
| 2014   | 10   | Urawa Red Diamonds Ladies (3) | NTV Beleza                | Yuika Sugasawa                   | 20   |
| 2015   | 10   | NTV Beleza (13)               | Vegalta Sendai Ladies     | Yuika Sugasawa (2)               | 15   |
| 2016   | 10   | NTV Beleza (14)               | INAC Kobe Leonessa        | Mina Tanaka                      | 18   |
| 2017   | 10   | NTV Beleza (15)               | INAC Kobe Leonessa        | Mina Tanaka (2)                  | 15   |
| 2018   | 10   | NTV Beleza (16)               | INAC Kobe Leonessa        | Mina Tanaka (3)                  | 15   |
| 2019   | 10   | NTV Beleza (17)               | Urawa Red Diamonds Ladies | Mina Tanaka (4)                  | 20   |
| 2020   | 10   | Urawa Red Diamonds Ladies (4) | INAC Kobe Leonessa        | Yuika Sugasawa (3)               | 17   |

### WE League(depuis 2021)
| Saison    | C.P. | Champion                      | Deuxième                  | Meilleure(s) buteuse(s) | Buts |
| --------- | ---- | ----------------------------- | ------------------------- | ----------------------- | ---- |
| 2021-2022 | 11   | INAC Kobe Leonessa (4)        | Urawa Red Diamonds Ladies | Yuika Sugasawa (4)      | 14   |
| 2022-2023 | 11   | Urawa Red Diamonds Ladies (5) | INAC Kobe Leonessa        | Riko Ueki               | 14   |
| 2023-2024 | 12   | Urawa Red Diamonds Ladies (6) | INAC Kobe Leonessa        | Kiko Seike              | 20   |
| 2024-2025 | 12   | Tokyo Verdy Beleza (18)       | INAC Kobe Leonessa        | Carlota Suárez          | 13   |